# Antonio Miguel Bernal
Antonio-Miguel Bernal Rodríguez (El Coronil, Sevilla, 1941-11 de julio de 2023), historiador económico español.

## Biografía
Estudió Historia en la Universidad de Sevilla y se doctoró en dicha universidad en 1973. Cursó estudios de postgrado en La Sorbona y en la École Pratique des Hauts Études de París. Entre 1969 y 1976 ha sido miembro libre de la Section Scientifique de la Casa de Velázquez, y durante cinco años ha impartido cursos en el Istituto Internazionale di Storia Economica en Prato (Italia).
Ha sido profesor ayudante en la Universidad Complutense, profesor agregado en la Universidad de La Laguna y desde 1982 es catedrático de Historia e Instituciones Económicas en la Universidad de Sevilla. Pertenece al consejo editorial de The Journal of European Economic History. Premio Nacional de Historia 2006 por la obra España, proyecto inacabado.
Historiador especializado en economía agraria de Andalucía y sobre el comercio colonial español. Codirector de la Historia de Andalucía con el profesor Antonio Domínguez Ortiz. Sobre estos temas ha publicado numerosos artículos y monografías.

## Premios
- Premio Nacional de Historia de España (2006)
- Premio Trayectoria Académica de la Asociación Española de Historia Económica (2011)